# Râul Rudărița, Cheia
Râul Rudărița este un curs de apă, afluent al râului Cheia. 